# Delirante
Los delirantes (o anticolinérgicos) son una clase especial de droga disociativa inhibidora de la acetilcolina.

## Descripción
El nombre proviene de su principal efecto de inducir un estado de franco delirio médico, que se caracteriza por estupor, confusión absoluta, confabulación y regresión a conductas "fantasmas" tales como la extracción de su propio cabello a la fuerza . Otros comportamientos comunes incluyen conversaciones a tiempo real con personas imaginarias, actos complejos que requieren múltiples etapas (por ejemplo, vestirse) y de repente descubrir que ni siquiera había comenzado todavía, y no ser capaz de reconocer su propio reflejo en un espejo (y por lo tanto se enoja con el "extranjero " que lo imita) . Los efectos han sido asimilados a sonambulismo, un estado fugaz o un episodio psicótico (en particular en que el paciente tiene un mínimo control sobre sus acciones y poco o ningún recuerdo de la experiencia). Esta es una notable salida típica de alucinógenos.

## Compuestos delirantes
Incluidos en este grupo están las plantas Solanaceae como belladona, mandrágora, henbane, Scopolia y Datura (que contienen alcaloides tropánicos a veces denominados alcaloides de Belladona ), así como una serie de medicamentos como el antihistamínico difenhidramina (Benadryl),el antiemético dimenhidrinato (Dramamine o Gravol) y la escopolamina. El agente de guerra química BZ (Bencilato de 3-quinuclidinilo) es un agente incapacitante anticolinérgico muy potente usado militarmente .La especia Nuez moscada (Myristica fragrans) es también un delirante en dosis altas.

## Uso en la sociedad
A pesar de la situación jurídica totalmente común de varias plantas delirantes, son en gran medida impopulares como drogas recreativas, debido a la grave y desagradable naturaleza de sus efectos disociativos. Las denuncias de los usuarios de actividades recreativas delirantes sobre la base de Erowid general indican una voluntad firme para no repetir la experiencia. Además de sus efectos mentales potencialmente peligrosos , muchos alcaloides tropánicos (como la escopolamina y atropina) son altamente tóxicos y pueden causar la muerte debido a la taquicardia inducida por la insuficiencia cardíaca y la hipertermia, incluso en pequeñas dosis. Otros efectos físicos incluyen dolor intenso y secado intenso de las mucosas conjuntivales y de las membranas mucosas, así como una marcada dilatación de las pupilas que pueden durar varios días lo que deja como consecuencia hipersensibilidad a la luz, visión borrosa y la incapacidad de leer.

## Uso en mitología
Los delirantes son comunes en la mitología Europea, incluyendo las plantas mandrágora, belladona, datura y otras diversas especies.

## Clases de delirantes farmacológicas y sus efectos subjetivos generales

### Anticolinérgicos
- Tropanos 
  - Atropina (Hiosciamina racémica ), un compuesto natural.
  - La escopolamina, un compuesto natural.
  - Hiosciamina, un compuesto natural.
- ésteres de ácido glicólico disustituidos. 
  - Benactizina
  - Dicicloverina
  - N-Etil-3-piperidil Bencilato
  - N-Metil-3-piperidil Bencilato
  - Bencilato de 3-quinuclidinilo (BZ)
  - Ditran
  - EA-3167

### Antihistamínicos
- - Difenhidramina (Benadryl o ONUSOM)
  - Dimenhidrinato (Dramamine)
  - Ciclizina (Marezine o Marzine)